# Troglodyte à long bec
Cantorchilus longirostris
Espèce
Synonymes
- Thryothorus longirostris Vieillot, 1819

Statut de conservation UICN

 LC  : Préoccupation mineure
Le Troglodyte à long bec (Cantorchilus longirostris) est une espèce d'oiseaux de la famille des Troglodytidae.

## Répartition
Cette espèce est endémique du Brésil.